# Filtro (programa)
Un filtro es un programa informático para procesar un flujo de datos.
Algunos sistemas operativos como Unix son ricos en programas de filtro.

## Autofiltro de datos en hojas de cálculo
En las hojas de cálculo (Excel, LibreOffice Calc y OpenOffice Calc), el AutoFiltro tamiza datos indeseados de una lista. Una vez creado, el autofiltro puede controlarse a través del ratón o con el teclado (mediante Alt+↓ para mostrar la lista de Autofiltro de la columna actual).